# Primera División Nacional de Baloncesto
La Primera División Nacional de Baloncesto (oficialmente, Campeonato de España de Primera División Nacional) es una competición federada de baloncesto de nivel nacional que se celebra en España. Esta competición está dividida en diferentes grupos por comunidades autónomas. Los mejores equipos clasificados de cada grupo ascenderán la siguiente temporada a Tercera FEB. 
Ocupa el quinto nivel en el sistema de ligas de baloncesto de España, tras las ligas ACB, Primera FEB, Segunda FEB y Tercera FEB, y es la primera organizada por las Federaciones Autonómicas correspondientes.

### Sistema de ligas de la Federación Española de Baloncesto
En este cuadro se refleja el nivel que ocupa la Primera División Nacional con respecto a las demás ligas. 
| Nivel | Nombre            | Geografía                                                              |
| ----- | ----------------- | ---------------------------------------------------------------------- |
| 1.º   | Liga ACB          | Equipos de toda España                                                 |
| 2.º   | Primera FEB       | Equipos de toda España                                                 |
| 3.º   | Segunda FEB       | Organizado en dos conferencias, Este y Oeste.                          |
| 4.º   | Tercera FEB       | Organizado en grupos constituidos por equipos de proximidad geográfica |
| 5.º   | 1.ª Div. Nacional | Grupos por comunidades                                                 |

## Formato
La Primera División esta organizada actualmente en 16 grupos, uno por cada comunidad autónoma (a excepción de País Vasco y Navarra que comparten grupo). En algunas Federaciones Autonómicas es conocida con otras denominaciones, en Cataluña como Súper Copa, hasta la temporada 2022-23 Copa Catalunya, en las Islas Baleares como Lliga Balear o en Asturias que se denomina como Primera FBPA. De igual forma en  varias comunidades subdividen su grupo en varios subgrupos durante la liga regular (Andalucía, Aragón, Islas Baleares, Canarias, Comunidad de Madrid, Galicia, Región de Murcia y Comunidad Valenciana).
Tras la fase regular y los play offs en cada grupo los mejores equipos subirán a Tercera FEB, con la siguiente estructura de ascensos para la temporada 2025-26:
- Tercera FEB-Conferencia A: (8 ascensos garantizados): Galicia (1), Asturias (1), Cantabria (1), Castilla y León (1), País Vasco-Navarra (1) y La Rioja (1). Otras (2) plazas, que saldrán de los dos primeros clasificados de la fase de ascenso que disputarán los 2.º clasificados de los grupos de Galicia, País Vasco-Navarra y Castilla y León.
- Tercera FEB-Conferencia B:[2](6 ascensos garantizados): Comunidad de Madrid (2), Castilla-La Mancha (2) y Canarias (2).
- Tercera FEB-Conferencia C: (3 ascensos garantizados): Cataluña (1), Aragón (1) e Islas Baleares (1). Si hubiera vacantes (dependiendo de los ascensos desde/descensos a Tercera FEB) se cubrirían como sigue:

| Vacantes | Equipo             |
| -------- | ------------------ |
| 1.ª      | 2.º Cataluña       |
| 2.ª      | 3.º Cataluña       |
| 3.ª      | 2.º Aragón         |
| 4.ª      | 2.º Islas Baleares |
| 5.ª      | 4.º Cataluña       |

- Tercera FEB-Conferencia D: (6 ascensos garantizados): Andalucía, Ceuta y Melilla (4) y Extremadura (2).
- Tercera FEB-Conferencia E: (4 ascensos garantizados): Comunidad Valenciana (3) y Región de Murcia (1). Si hubiera vacantes (dependiendo de los ascensos desde/descensos a Tercera FEB) se adjudicarían siguiendo las siguientes proporciones entre los equipos que las soliciten:

| Vacantes | Com. Valenc. | Reg. Murcia |
| -------- | ------------ | ----------- |
| 1        | 0            | 1           |
| 2        | 1            | 1           |
| 3        | 1            | 2           |
| 4        | 2            | 2           |
| 5        | 2            | 3           |
| 6        | 3            | 3           |

En cuanto a los descensos, los peores clasificados de cada grupo descenderán la siguiente temporada a la correspondiente división autonómica/provincial según la estructura de cada Federación Autonómica.

## Historial Ligas

### Andalucía, Ceuta y Melilla
| Temporada | Campeón                                | Subcampeón                             |
| --------- | -------------------------------------- | -------------------------------------- |
| 2004–05   | CAB Las Gabias                         | CB Tíjola                              |
| 2005–06   | CB Granada B                           | CB Lepe Alius                          |
| 2006–07   | CB Costa Motril                        | CAM Enrique Soler                      |
| 2007–08   | CB Alhaurín de la Torre                | CPB Pozoblanco                         |
| 2008–09   | AD Las Canteras                        | CB Morón                               |
| 2009–10   | CB La Zubía                            | CB Puente Genil                        |
| 2010–11   | CDB Huelva la Luz                      | CB Lepe Alius                          |
| 2011–12   | CDB Enrique Benítez                    | CB Coria                               |
| 2012–13   | Unicaja SD B                           | Fundación CB Granada                   |
| 2013–14   | Almería Basket                         | CB Deportivo Coín                      |
| 2014–15   | CB Vélez                               | Medacbasket                            |
| 2015–16   | CD Baloncesto Baza                     | Club Náutico Sevilla                   |
| 2016–17   | CB Almería                             | CB Benahavís Costa del Sol             |
| 2017–18   | RC Labradores                          | CB Martos                              |
| 2018–19   | AD Basket 4Life                        | CP Mijas                               |
| 2019–20   | Suspendida por la Pandemia de Covid-19 | Suspendida por la Pandemia de Covid-19 |
| 2020–21   | AD Basket 4Life                        | CB Coria                               |
| 2021–22   | CD Baloncesto Murgi                    | PMD Aljaraque                          |
| 2022–23   | CB Armilla                             | CB Coria                               |
| 2023–24   | Club Náutico Sevilla                   | CB Salliver Fuengirola                 |
| 2024–25   | PG Alcalá                              | CB El Palo                             |

### Aragón
| Temporada | Campeón                                | Subcampeón                             |
| --------- | -------------------------------------- | -------------------------------------- |
| 2004–05   | Centro Natación Helios                 | CB Juventud Utebo                      |
| 2005–06   | CD Universidad de Zaragoza             | Centro Natación Helios                 |
| 2006–07   | CB Juventud Utebo                      | Stadium Casablanca                     |
| 2007–08   | Stadium Casablanca                     | CD Escolapios                          |
| 2008–09   | CB Juventud Utebo                      | CDB El Salvador                        |
| 2009–10   | CB UGT Almozara                        | CB Boscos Huesca                       |
| 2010–11   | Stadium Casablanca                     | CDB El Salvador                        |
| 2011–12   | CB Zaragoza                            | CDB El Salvador                        |
| 2012–13   | CB Zaragoza                            | CB Boscos Huesca                       |
| 2013–14   | CB Zaragoza                            | Polideportivo San Agustín              |
| 2014–15   | CB Zaragoza                            | Stadium Casablanca                     |
| 2015–16   | CB Zaragoza                            | AD Compañía de María                   |
| 2016–17   | AD Compañía de María                   | CB Zaragoza                            |
| 2017–18   | AD Compañía de María                   | CB Zaragoza                            |
| 2018–19   | CB UGT Almozara                        | CB Zaragoza                            |
| 2019–20   | Suspendida por la Pandemia de Covid-19 | Suspendida por la Pandemia de Covid-19 |
| 2020–21   | CB Zaragoza B                          | Alfindén CB B                          |
| 2021–22   | Centro Natación Helios                 | CB Zaragoza B                          |
| 2022–23   | CB Cuarte de Huerva                    | CB Octavus                             |
| 2023–24   | Centro Natación Helios                 | CD Baloncesto Zuera                    |
| 2024–25   | Unión Basket Barbastro                 | CB La Muela                            |

### Asturias
Desde 2024, la Primera Nacional en Asturias se denomina Primera FBPA ó 1ª FBPA, tras el cambio de denominaciones determinado por la Federación de Baloncesto del Principado de Asturias, y consta de 14 equipos.
| Temporada | Campeón                                | Subcampeón                             |
| --------- | -------------------------------------- | -------------------------------------- |
| 2000–01   | Asociación Atlética Avilesina          | AD Universidad de Oviedo               |
| 2001–02   | CDB Imco Gijón                         | Asociación Atlética Avilesina          |
| 2002–03   | Real Grupo de Cultura Covadonga        | CDB Imco Gijón                         |
| 2003–04   | Real Grupo de Cultura Covadonga        | CDB Imco Gijón                         |
| 2004–05   | Real Grupo de Cultura Covadonga        | Asociación Atlética Avilesina          |
| 2005–06   | Oviedo CB                              | Real Grupo de Cultura Covadonga        |
| 2006–07   | Real Grupo de Cultura Covadonga        | CD Art-Chivo                           |
| 2007–08   | No hubo campeón                        | No hubo campeón                        |
| 2008–09   | CB Navia                               | Asociación Atlética Avilesina          |
| 2009–10   | CB Pumarín                             | Real Grupo de Cultura Covadonga        |
| 2010–11   | Real Grupo de Cultura Covadonga        | CB Pumarín                             |
| 2011–12   | CB Pumarín                             | Real Grupo de Cultura Covadonga        |
| 2012–13   | CD Art-Chivo                           | Real Grupo de Cultura Covadonga        |
| 2013–14   | Baloncesto Villa de Mieres 2012        | Real Grupo de Cultura Covadonga        |
| 2014–15   | Real Grupo de Cultura Covadonga        | Asociación Atlética Avilesina          |
| 2015–16   | Gijón Basket 2015                      | CB Castrillón                          |
| 2016–17   | CD École                               | Real Grupo de Cultura Covadonga        |
| 2017–18   | Real Grupo de Cultura Covadonga        | Oviedo CB B                            |
| 2018–19   | Real Grupo de Cultura Covadonga        | Asociación Atlética Avilesina          |
| 2019–20   | Suspendida por la Pandemia de Covid-19 | Suspendida por la Pandemia de Covid-19 |
| 2020–21   | Oviedo CB B                            | Gijón Basket 2015 B                    |
| 2021–22   | Real Grupo de Cultura Covadonga        | Gijón Basket 2015 B                    |
| 2022–23   | AD Universidad de Oviedo               | Asociación Atlética Avilesina          |
| 2023–24   | Oviedo CB B                            | Real Grupo de Cultura Covadonga        |
| 2024–25   | CB Navia                               | Baloncesto Villa de Mieres 2012        |

Fuente:

### Islas Baleares
| Temporada | Campeón                                | Subcampeón                             |
| --------- | -------------------------------------- | -------------------------------------- |
| 2005–06   | CB Imprenta Bahía                      | CB Alcudia B                           |
| 2006–07   | CB Ciutadella Ponent                   | CB Alcudia B                           |
| 2007–08   | Sa Pobla BC                            | CB CIDE                                |
| 2008–09   | CB Ferreries                           | Sporting Ciutat de Palma               |
| 2009–10   | CB Pla de Na Tesa                      | CCE Sant Lluis                         |
| 2010–11   | CB Pla de Na Tesa                      | CB CIDE                                |
| 2011–12   | CB CIDE                                | CCE Sant Lluís                         |
| 2012–13   | CB Andratx                             | AEB La Salle Palma                     |
| 2013–14   | CCE Sant Lluis                         | CB La Salle Mahón                      |
| 2014–15   | CB Imprenta Bahía B                    | CB Pla de Na Tesa B                    |
| 2015–16   | CB Costa Calvià                        | CB Pla de Na Tesa                      |
| 2016–17   | CB Sa Creu Ciutat d'Inca               | AEB La Salle Palma                     |
| 2017–18   | CB Costa Calvià                        | CB Sa Creu Ciutat d'Inca               |
| 2018–19   | CB Pla de Na Tesa                      | CB Es Castell                          |
| 2019–20   | Suspendida por la Pandemia de Covid-19 | Suspendida por la Pandemia de Covid-19 |
| 2020–21   | Esporles BC                            | CB Pla de Na Tesa                      |
| 2021–22   | CB Agora Portals                       | CB Sa Creu Ciutat d'Inca               |
| 2022–23   | CB Sa Creu Ciutat d'Inca               | Esporles BC                            |
| 2023–24   | CE Bàsquet Sa Real                     | Club Sant Josep Obrer                  |
| 2024–25   | CB Costa Calvià                        | CB Joventut Llucmajor B                |

### Canarias
| Temporada | Campeón                                | Subcampeón                             |
| --------- | -------------------------------------- | -------------------------------------- |
| 1994–95   | RC Náutico Tenerife                    | CB Gran Canaria B                      |
| 1995–96   | CB Unelco Laguna                       | RC Náutico Tenerife                    |
| 1996–97   | CB Unelco Laguna                       | UB La Palma                            |
| 1997–98   | CB 1939 Canarias                       | RC Náutico Tenerife                    |
| 2005–06   | CB Jiobe El Paso                       | CB Granadilla                          |
| 2006–07   | CB Tenefe Vecindario                   | CB Gran Canaria C                      |
| 2007–08   | CB Gran Canaria B                      | RC Náutico Tenerife                    |
| 2008–09   | CD Magec Tías                          | AD Valle Sur Fátima                    |
| 2009–10   | CB Dominicas La Palma                  | Canarias Basketball Academy            |
| 2010–11   | CB Santa Cruz                          | RC Náutico Tenerife                    |
| 2011–12   | CB San Isidro                          | CB Agüimes                             |
| 2012–13   | RC Náutico Tenerife                    | Tenerife CB                            |
| 2013–14   | Canarias Basketball Academy            | CB Aridane                             |
| 2014–15   | CB Gran Canaria B                      | CB Aridane                             |
| 2015–16   | CB Conejeros                           | Canarias Basketball Academy            |
| 2016–17   | CB Maramajo                            | RC Náutico Tenerife B                  |
| 2017–18   | CB Aridane                             | CB 1939 Canarias B                     |
| 2018–19   | CB Agüimes                             | CB La Matanza                          |
| 2019–20   | Suspendida por la Pandemia de Covid-19 | Suspendida por la Pandemia de Covid-19 |
| 2020–21   | CB 1939 Canarias B                     | CB Dadarmo de Güimar                   |
| 2021–22   | CB Evecan                              | CB Santa Cruz                          |
| 2022–23   | CB Evecan                              | CB Tacoronte                           |
| 2023–24   | EB Felipe Antón                        | CB 1939 Canarias B                     |
| 2024–25   | CD Mensajero Baloncesto                | CB Santa Cruz                          |

### Cantabria
| Temporada | Campeón                                | Subcampeón                             |
| --------- | -------------------------------------- | -------------------------------------- |
| 2002–03   | ADB Santoña                            | CDE Baloncesto Pas                     |
| 2003–04   | CDE Baloncesto Pas                     | CB Laredo                              |
| 2004–05   | CD La Paz                              | CDE Estela                             |
| 2005–06   | CD La Paz                              | CDE Estela                             |
| 2006–07   | CD La Paz                              | CB Laredo                              |
| 2007–08   | CD La Paz                              | CDE Estela                             |
| 2008–09   | CD La Paz                              | CDE Baloncesto Pas B                   |
| 2009–10   | CD La Paz                              | AD Cantbasket 04                       |
| 2010–11   | CD La Paz                              | ADB Colindres                          |
| 2011–12   | ADB Colindres                          | SAB Torrelavega B                      |
| 2012–13   | CD La Paz                              | AD Cantbasket 04                       |
| 2013–14   | CD La Paz                              | CDE Unión Cántabra Baloncesto          |
| 2014–15   | AD Cantbasket 04 B                     | CDE Baloncesto Pas B                   |
| 2015–16   | AD Cantbasket 04 B                     | CD La Paz                              |
| 2016–17   | CBT Torrelavega                        | CD La Paz                              |
| 2017–18   | CB Solares                             | CD La Paz                              |
| 2018–19   | CDE Baloncesto Bezana                  | CD Calasanz                            |
| 2019–20   | Suspendida por la Pandemia de Covid-19 | Suspendida por la Pandemia de Covid-19 |
| 2020–21   | CB Entrambasaguas                      | CD La Paz                              |
| 2021–22   | CBT Torrelavega                        | CB Solares                             |
| 2022–23   | CDE Becedo Santander                   | CB Entrambasaguas                      |
| 2023–24   | CB Solares B                           | CB Solares                             |
| 2024–25   | CDE Daygon Baloncesto Santander        | CDE Baloncesto Bezana                  |

Fuente:

### Castilla y León
| Temporada | Campeón                                | Subcampeón                             |
| --------- | -------------------------------------- | -------------------------------------- |
| 2002–03   | CB Valladolid B                        | CB Palencia                            |
| 2003–04   | CD Universidad de Valladolid           | CD Universidad de Salamanca            |
| 2004–05   | UD Segovia                             | CB Tormes                              |
| 2005–06   | CD Universidad de Salamanca            | CD Universidad de Valladolid           |
| 2006–07   | CB Valladolid B                        | CB Ciudad de Ponferrada                |
| 2007–08   | CD Universidad de Valladolid           | CD Universidad de Burgos               |
| 2008–09   | CD Universidad de Burgos               | CD San Agustín León                    |
| 2009–10   | CD Virgen de la Concha                 | CDB Villamuriel                        |
| 2010–11   | CB La Cistérniga                       | Club Basket Burgos 2002                |
| 2011–12   | CB Tormes                              | CD Las Contiendas                      |
| 2012–13   | CB Agustinos Eras                      | CD Las Contiendas                      |
| 2013–14   | CD Universidad de Burgos               | CB Ciudad de Ponferrada                |
| 2014–15   | CB Agustinos Eras B                    | CD Baloncesto La Flecha                |
| 2015–16   | CB Tizona                              | CD Carbajosa de la Sagrada             |
| 2016–17   | CD Carbajosa de la Sagrada             | CD Blanca de Castilla                  |
| 2017–18   | CD San Agustín León                    | CB Tormes                              |
| 2018–19   | CD Blanca de Castilla                  | CD Baloncesto Venta de Baños           |
| 2019–20   | Suspendida por la Pandemia de Covid-19 | Suspendida por la Pandemia de Covid-19 |
| 2020–21   | CD Claret                              | CDF Baloncesto Villares                |
| 2021–22   | CD Blanca de Castilla                  | Real Valladolid Baloncesto B           |
| 2022–23   | CD Carbajosa de la Sagrada             | CD Zamarat                             |
| 2023–24   | Real Valladolid Baloncesto B           | CD Baloncesto Segovia                  |
| 2024–25   | CDB Reino de León                      | CD Universidad de Valladolid           |

Fuente:

### Castilla-La Mancha
| Temporada | Campeón                                | Subcampeón                             |
| --------- | -------------------------------------- | -------------------------------------- |
| 2003–04   | CDB Grupo BO Ciudad Real               | CDB Polígono                           |
| 2004–05   | CDE Basket Quintanar                   | Club Amigos Baloncesto Albacete        |
| 2005–06   | CB Illescas                            | CP La Roda                             |
| 2006–07   | CB Gerindote                           | Fundación Adepal                       |
| 2007–08   | CB Bargas                              | Club Amigos Baloncesto Albacete        |
| 2008–09   | CB Gerindote                           | CDB Polígono                           |
| 2009–10   | CD Albacete Cinco                      | CB Basket Azuqueca                     |
| 2010–11   | CDE Basket Quintanar                   | CB Basket Azuqueca                     |
| 2011–12   | Club Amigos Baloncesto Albacete        | Escuelas Baloncesto Albacete           |
| 2012–13   | CB Ciudad Real                         | CB Villarrobledo                       |
| 2013–14   | CB Ciudad Real                         | CB CEI Toledo                          |
| 2014–15   | CP La Roda                             | Guadalajara Basket                     |
| 2015–16   | Guadalajara Basket                     | CB Manzanares                          |
| 2016–17   | CB Almansa                             | Tobarra CB                             |
| 2017–18   | CB Daimiel                             | Tobarra CB                             |
| 2018–19   | Tobarra CB                             | CB Socuéllamos                         |
| 2019–20   | Suspendida por la Pandemia de Covid-19 | Suspendida por la Pandemia de Covid-19 |
| 2020–21   | CB Socuéllamos                         | CB La Solana                           |
| 2021–22   | CB Daimiel                             | CB La Solana                           |
| 2022–23   | Bazu Baloncesto Azudense               | Escuelas Baloncesto Albacete           |
| 2023–24   | CB Socuéllamos                         | CB Villarrobledo                       |
| 2024–25   | CB Daimiel                             | Bazu Baloncesto Azudense               |

### Cataluña
| Temporada | Campeón                                | Subcampeón                             |
| --------- | -------------------------------------- | -------------------------------------- |
| 1999–00   | CB Vic                                 | CB Navàs                               |
| 2000–01   | CB Cornellà B                          | CB Alella                              |
| 2001–02   | CB Granollers                          | Club Maristes Ademar                   |
| 2002–03   | AD Torreforta                          | CB Igualada                            |
| 2003–04   | CB Roser                               | UER Pineda de Mar                      |
| 2004–05   | BC Andorra                             | AB Esplugues                           |
| 2005–06   | CB Ripollet                            | AE Sant Andreu Natzaret                |
| 2006–07   | CB Viladecans                          | CB Santfeliuenc                        |
| 2007–08   | CB Mollet                              | AE Sedis Bàsquet                       |
| 2008–09   | AE Sant Andreu Natzaret                | CB Vila-seca                           |
| 2009–10   | UE Barberà                             | AB Badalona 2005                       |
| 2010–11   | CB Sitges                              | AEC Collblanc-Torrassa                 |
| 2011–12   | SE Lluïsos de Gràcia                   | CB Sant Josep Badalona                 |
| 2012–13   | CB Quart                               | UE Montgat                             |
| 2013–14   | BC Andorra B                           | CB Salt                                |
| 2014–15   | CB Igualada                            | CB Castellbisbal                       |
| 2015–16   | UB Sant Adrià                          | CB Sitges                              |
| 2016–17   | AE Boet Mataró                         | CB Sant Josep Badalona                 |
| 2017–18   | CB Esparreguera                        | CB Salou                               |
| 2018–19   | Club Maristes Ademar                   | AE Badalonès                           |
| 2019–20   | Suspendida por la Pandemia de Covid-19 | Suspendida por la Pandemia de Covid-19 |
| 2020–21   | Bàsquet Girona B                       | CB Navàs                               |
| 2021–22   | CB Granollers                          | JAC Club Sants                         |
| 2022–23   | UE Montgat                             | CB Ripollet                            |
| 2023–24   | JAC Club Sants                         | Bàsquet Manresa B                      |
| 2024–25   | CB Mollerussa                          | UE Sant Cugat                          |

### Comunidad de Madrid
| Temporada | Campeón                                | Subcampeón                             |
| --------- | -------------------------------------- | -------------------------------------- |
| 2005–06   | CB Ciudad de Móstoles                  | CB Pozuelo                             |
| 2006–07   | CB Fuenlabrada B                       | Torrelodones AD                        |
| 2007–08   | Eurocolegio Casvi                      | CB Alcobendas                          |
| 2008–09   | Alcorcón Basket                        | CB Pozuelo                             |
| 2009–10   | Torrelodones AD                        | Basket Torrejón CDE B                  |
| 2010–11   | CB San Agustín del Guadalix            | Getafe Beta AD                         |
| 2011–12   | CB Pozuelo                             | CD Covibar                             |
| 2012–13   | Estudio CD                             | CB Ciudad de Móstoles                  |
| 2013–14   | CB Pozuelo                             | Alcorcón Basket                        |
| 2014–15   | Torrelodones AD                        | Real Canoe NC                          |
| 2015–16   | Uros de Rivas CDE                      | Eurocolegio Casvi B                    |
| 2016–17   | CB Liceo Francés                       | Estudio CD                             |
| 2017–18   | Zentro CB                              | CB Pozuelo                             |
| 2018–19   | Baloncesto Alcalá                      | CD Distrito Olímpico                   |
| 2019–20   | Suspendida por la Pandemia de Covid-19 | Suspendida por la Pandemia de Covid-19 |
| 2020–21   | CB Majadahonda                         | Zentro CB B                            |
| 2021–22   | CB Getafe                              | Torrelodones AD                        |
| 2022–23   | CD Distrito Olímpico                   | CB Ciudad de Móstoles                  |
| 2023–24   | Tres Cantos CB                         | Centro Deportivo Vallecas              |
| 2024–25   | Pintobasket ECB                        | Spanish Basketball Academy             |

### Extremadura
| Temporada | Campeón                                | Subcampeón                             |
| --------- | -------------------------------------- | -------------------------------------- |
| 2005–06   | CB Franjul Villanueva                  | Ceres Basket                           |
| 2006–07   | CP San Antonio                         | AD El 21 Don Benito                    |
| 2007–08   | AB Pacense                             | CB Franjul Villanueva                  |
| 2008–09   | CB Plasencia B                         | Cáceres Ciudad del Baloncesto B        |
| 2009–10   | CB Plasencia B                         | Cáceres Ciudad del Baloncesto B        |
| 2010–11   | CB Plasencia B                         | Cáceres Ciudad del Baloncesto B        |
| 2011–12   | CB Plasencia B                         | Baloncesto Ciudad de Badajoz           |
| 2012–13   | Doncel CP La Serena                    | Cáceres Ciudad del Baloncesto B        |
| 2013–14   | No hubo competición                    | No hubo competición                    |
| 2014–15   | UB Almendralejo                        | Baloncesto Ciudad de Badajoz           |
| 2015–16   | Baloncesto Ciudad de Badajoz           | UB Almendralejo                        |
| 2016–17   | Adepla Basket                          | Baloncesto Ciudad de Badajoz           |
| 2017–18   | Baloncesto Ciudad de Badajoz           | Baloncesto Badajoz                     |
| 2018–19   | Baloncesto Ciudad de Badajoz           | Baloncesto Badajoz                     |
| 2019–20   | Suspendida por la Pandemia de Covid-19 | Suspendida por la Pandemia de Covid-19 |
| 2020–21   | Baloncesto Ciudad de Badajoz           | Baloncesto Badajoz                     |
| 2021–22   | CD Talabasket                          | AD Moraleja CB                         |
| 2022–23   | CD Unión Baloncesto                    | Baloncesto Ciudad de Badajoz           |
| 2023–24   | CD City of Badajoz Academy B           | AD Cacereña                            |
| 2024–25   | CD City of Badajoz Academy B           | CP Bosco                               |

### Galicia
| Temporada | Campeón                                | Subcampeón                             |
| --------- | -------------------------------------- | -------------------------------------- |
| 2004–05   | CB Noia                                | Club Básquet Coruña                    |
| 2005–06   | CB Noia                                | AD Xiria                               |
| 2006–07   | CB San Rosendo Ferrol                  | CB Noia                                |
| 2007–08   | AB Ourense                             | Xuventude Bto. Cambados                |
| 2008–09   | Ferrol Baloncesto B                    | Obradoiro CAB                          |
| 2009–10   | Ferrol Baloncesto B                    | CB Noia                                |
| 2010–11   | CB Narón                               | SD Tui                                 |
| 2011–12   | Club Básquet Coruña B                  | Porriño Baloncesto Base                |
| 2012–13   | CB Rosalía de Castro                   | Club Santo Domingo Betanzos            |
| 2013–14   | Club Básquet Coruña B                  | CB Seis do Nadal Coia                  |
| 2014–15   | Club Ourense Baloncesto B              | CD VGO Basket                          |
| 2015–16   | CD VGO Basket                          | CB Seis do Nadal Coia                  |
| 2016–17   | CB Culleredo                           | Club Básquet Coruña B                  |
| 2017–18   | Porriño Baloncesto Base                | SD Tui                                 |
| 2018–19   | Obradoiro CAB B                        | CB Cambre                              |
| 2019–20   | Suspendida por la Pandemia de Covid-19 | Suspendida por la Pandemia de Covid-19 |
| 2020–21   | CB Peixefresco                         | AD Bosco Salesianos                    |
| 2021–22   | Obradoiro CAB C                        | Escola Basket Xiria                    |
| 2022–23   | CB Culleredo                           | Club Estudiantes Lugo                  |
| 2023–24   | Club Santo Domingo Betanzos            | Porriño Baloncesto Base                |
| 2024–25   | FEDESA                                 | Basket Base Club                       |

### La Rioja
A partir del 2024, La Rioja tiene un grupo independiente.
| Temporada | Campeón      | Subcampeón |
| --------- | ------------ | ---------- |
| 2024–25   | AB Najerilla | AD Loyola  |

### País Vasco y Navarra
Hasta 2024, el grupo fue compartido con La Rioja
| Temporada | Campeón                                | Subcampeón                             |
| --------- | -------------------------------------- | -------------------------------------- |
| 2005–06   | CD Larraona Claret                     | Arrasateko Ointxe SKE                  |
| 2006–07   | CD Larraona Claret                     | Arrasateko Ointxe SKE                  |
| 2007–08   | Arrasateko Ointxe SKE                  | Araberri BC                            |
| 2008–09   | Araberri BC                            | CD San Cernín                          |
| 2009–10   | CB Bidegintza                          | Askatuak SBT                           |
| 2010–11   | Easo SBT                               | Aloña Mendi KE                         |
| 2011–12   | CB Santurtzi SK                        | Zarautz KE                             |
| 2012–13   | Unamuno SK                             | Askartza-Claret ST                     |
| 2013–14   | Tolosako Adiskideok KE                 | Arrasateko Ointxe SKE                  |
| 2014–15   | Fundación 5+11                         | Zarautz KE                             |
| 2015–16   | CB Valle de Egüés                      | Iraurgi SB B                           |
| 2016–17   | Fundación 5+11                         | Ordizia KE                             |
| 2017–18   | Goierri KE                             | Hernani KE                             |
| 2018–19   | Zarautz KE                             | Iraurgi SB B                           |
| 2019–20   | Suspendida por la Pandemia de Covid-19 | Suspendida por la Pandemia de Covid-19 |
| 2020–21   | Leioa SBT                              | Getxo SBT                              |
| 2021–22   | Fundación Bilbao-Basket                | Tabirako ST                            |
| 2022–23   | Tolosako Adiskideok KE                 | Zarautz KE                             |
| 2023–24   | Tabirako ST                            | CB Valle de Egüés                      |
| 2024–25   | Club Loiola Indautxu                   | FN Baloncesto Ardoi                    |

### Región de Murcia
A partir del 2013, la Región de Murcia tiene un grupo independiente.
| Temporada | Campeón                                | Subcampeón                             |
| --------- | -------------------------------------- | -------------------------------------- |
| 2013–14   | CB Jairis                              | CB Estudiantes Cartagena               |
| 2014–15   | CAB Torre Pacheco                      | CB Begastri                            |
| 2015–16   | CB Jairis                              | CB San José                            |
| 2016–17   | CB Begastri                            | CB Jairis                              |
| 2017–18   | CB Jairis                              | AD Eliocroca                           |
| 2018–19   | AD Infante                             | CB Begastri                            |
| 2019–20   | Suspendida por la Pandemia de Covid-19 | Suspendida por la Pandemia de Covid-19 |
| 2020–21   | CB Begastri                            | CB Jairis B                            |
| 2021–22   | AD Infante                             | FC Cartagena CB B                      |
| 2022–23   | CB Estudiantes Cartagena               | Real Murcia Baloncesto                 |
| 2023–24   | Real Murcia Baloncesto                 | UB Archena B                           |
| 2024–25   | CB Estudiantes Cartagena               | Ciudad Molina Basket B                 |

Fuente:

### Comunidad Valenciana
Hasta 2013, el grupo fue compartido con la Región de Murcia.
| Temporada | Campeón                                | Subcampeón                             |
| --------- | -------------------------------------- | -------------------------------------- |
| 2005–06   | CB Jovens Almàssera                    | CNB Paterna                            |
| 2006–07   | CB La Vila                             | UCAM Murcia                            |
| 2007–08   | CEB Llíria                             | CB Lucentum Alicante B                 |
| 2008–09   | CB Alginet                             | CB Ifach Calpe                         |
| 2009–10   | AD Molina                              | CNB Paterna                            |
| 2010–11   | CB Begastri                            | CNB Paterna                            |
| 2011–12   | CB Jovens Almàssera                    | CB Guardamar                           |
| 2012–13   | CB Jovens Almàssera                    | CB Begastri                            |
| 2013–14   | CB Lucentum Alicante                   | CB Terra L'Alfàs del Pi                |
| 2014–15   | CB Terra L'Alfàs del Pi                | CB Alginet                             |
| 2015–16   | SDC El Pilar Valencia                  | CB Alginet                             |
| 2016–17   | CB Aldaia                              | CB Alginet                             |
| 2017–18   | CB Alginet                             | CB L'Horta Godella                     |
| 2018–19   | CB Claret Benimaclet                   | CB Ifach Calpe                         |
| 2019–20   | Suspendida por la Pandemia de Covid-19 | Suspendida por la Pandemia de Covid-19 |
| 2020–21   | CB Ilicitano                           | CB Alginet B                           |
| 2021–22   | CBC Manises-Quart                      | Ontinyent CB                           |
| 2022–23   | CNB Xàtiva                             | CB Altea                               |
| 2023–24   | CD Maristas Valencia                   | CB Altea                               |
| 2024–25   | BC Peñiscola                           | NB Torrent B                           |

## Historial Ascensos
Equipos que han ascendido a  Tercera FEB (antes Liga EBA) en las últimas temporadas, bien a través de ascenso deportivo, por acceso a plazas vacantes o intercambio de plazas.

### Conferencia A
| Temporada |                         |                          |                         |                          |                         |                        |
| --------- | ----------------------- | ------------------------ | ----------------------- | ------------------------ | ----------------------- | ---------------------- |
| 2005–06   | AD Xiria                | CB Peixefresco           | Oviedo CB               |                          |                         |                        |
| 2006–07   | CB San Rosendo Ferrol   | RGC Covadonga            | CB Valladolid B         | CB Ciudad de Ponferrada  |                         |                        |
| 2007–08   | AB Ourense              | CD Univ. Valladolid      | CDE Estela              |                          |                         |                        |
| 2008–09   | Obradoiro CAB B         | Xuven Cambados           | AD Univ. de Oviedo      | CD Universidad Burgos    | CD Juventud Círculo     | AD Santa María         |
|           | Araberri BC             |                          |                         |                          |                         |                        |
| 2009–10   | CB Rosalía de Castro    | CD Virgen de la Concha   | CDB Villamuriel         | SAB Torrelavega          | Askatuak SBT            | Zornotza ST            |
|           | Tabirako ST             |                          |                         |                          |                         |                        |
| 2010–11   | CB Narón                | Club Basket Burgos 2002  | CD La Paz Torrelavega   | Easo CB                  | Aloña Mendi KE          | Araski AES             |
| 2011–12   | Club Básquet Coruña B   | CB Tormes                | Fund. Baloncesto León   | CB Santurtzi SK          | Goierri KE              | FN Baloncesto Ardoi    |
| 2012–13   | CB Rosalía de Castro    | Sto. Domingo Betanzos    | CB Agustinos Eras       | CB Valladolid B          | AD Santa María          | Unamuno SK             |
|           | Askartza-Claret ST      |                          |                         |                          |                         |                        |
| 2013–14   | Club Básquet Coruña B   | Bto Villa de Mieres 2012 | CDB Venta de Baños      | AD Cantbasket 04         | CB Clavijo B            | Tolosako Adiskideok KE |
|           | Arrasateko Ointxe SKE   |                          |                         |                          |                         |                        |
| 2014–15   | Club Ourense Bto. B     | RGC Covadonga            | CD Baloncesto La Flecha | Zarautz KE               |                         |                        |
| 2015–16   | CD VGO Basket           | CB Seis do Nadal Coia    | Gijón Basket 2015       | CB Tizona                | CB Ciudad de Ponferrada | CB Valle de Egüés      |
| 2016–17   | CB Culleredo            | Club Básquet Coruña B    | Obradoiro CAB B         | CD Carbajosa de la Sagr. | CBT Torrelavega         | Ordizia KE             |
| 2017–18   | Porriño BB              | Oviedo CB B              | CB Solares              | Goierri KE               |                         |                        |
| 2018–19   | Obradoiro CAB B         | Escola Basket Xiria      | CD Blanca de Castilla   | Zarautz KE               | Tabirako ST             |                        |
| 2019–20   | CB Costa Artabra        | CB Cdad. de Valladolid B | CDB Reino de León       | CDE Becedo Santander     | Logrobasket Club        |                        |
| 2020–21   | CB Peixefresco          | AD Bosco Salesianos      | Oviedo CB B             | CD Claret                | CDB Venta de Baños      | Leioa SBT              |
|           | Getxo SBT               |                          |                         |                          |                         |                        |
| 2021–22   | Escola Basket Xiria     | EDM A Estrada            | RGC Covadonga           | CD Blanca de Castilla    | Real Valladolid Bto B   | Cult. y Depor. Leonesa |
|           | Fundación Bilbao-Basket | Tabirako ST              |                         |                          |                         |                        |
| 2022–23   | CB Culleredo            | Club Estudiantes Lugo    | AD Univ. de Oviedo      | CD Zamarat               | CDB Venta de Baños      | Tolosako Adiskideok KE |
|           | Zarautz KE              |                          |                         |                          |                         |                        |
| 2023–24   | Sto Domingo Betanzos    | Porriño BB               | Real Valladolid Bto B   | CDF Atl. Bto. Carbajosa  | CB Solares              | CDE Becedo Santander   |
|           | Tabirako ST             | CB Valle de Egüés        |                         |                          |                         |                        |
| 2024–25   | FEDESA                  | Basket Base Club         | CB Navia                | CDB Reino de León        | CD Blanca de Castilla   | Club Loiola Indautxu   |
|           | FN Baloncesto Ardoi     |                          |                         |                          |                         |                        |

### Conferencia B
| Temporada |                         |                       |                      |                      |                      |                       |
| --------- | ----------------------- | --------------------- | -------------------- | -------------------- | -------------------- | --------------------- |
| 2005–06   | CB Ciudad de Móstoles   | CB Illescas           |                      |                      |                      |                       |
| 2006–07   | CB Fuenlabrada B        | Torrelodones AD       | Deportivo CREF       | CB Navalcarnero      | CB Tenefe Vecindario | CB Geridonte          |
|           | Fundación Adepal        |                       |                      |                      |                      |                       |
| 2007–08   | Eurocolegio Casvi       | CB Alcobendas         | CB Majadahonda       | CB Gran Canaria B    | RC Náutico Tenerife  | CAB Albacete          |
| 2008–09   | Alcorcón Basket         | CB Pozuelo            | Basket Torrejón CDE  | CD Maget Tías        | CDB Polígono         |                       |
| 2009–10   | Torrelodones AD         | CB Dominicas La Palma | CD Albacete Cinco    |                      |                      |                       |
| 2010–11   | CB San Agustín Guadalix | CB Santa Cruz         | RC Náutico Tenerife  | CDE Basket Quintanar | CB Basket Azuqueca   |                       |
| 2011–12   | CD Covibar              | CB San Isidro         | CAB Albacete         | UCAM Murcia CB B     |                      |                       |
| 2012–13   | Estudio CD              | CB Ciudad de Móstoles | RC Náutico Tenerife  | CB Villarrobledo     | CD Alcázar Basket    |                       |
| 2013–14   | CB Pozuelo              | Alcorcón Basket       |                      |                      |                      |                       |
| 2014–15   | Torrelodones AD         | Real Canoe NC         | CB Gran Canaria B    | CP La Roda           |                      |                       |
| 2015–16   | Uros de Rivas CDE       | CB Conejeros          | Guadalajara Basket   |                      |                      |                       |
| 2016–17   | CB Liceo Francés        | Estudio CD            | CB Maramajo          | CB Almansa           |                      |                       |
| 2017–18   | Zentro CB               | CB Pozuelo            | CB Aridane           | CB Daimiel           |                      |                       |
| 2018–19   | Baloncesto Alcalá       | CD Distrito Olímpico  | CB Agüimes           | Tobarra CB           |                      |                       |
| 2019–20   | Boadilla ADC            | CB Fuenlabrada B      | CB La Matanza        | CB Daimiel           |                      |                       |
| 2020–21   | CB Majadahonda          | Zentro CB B           | CB Dadarmo de Güimar | CB Socuéllamos       |                      |                       |
| 2021–22   | CB Getafe               | Torrelodones AD       | Pintobasket ECB      | Boadilla ADC         | San Jorge Baloncesto | Spanish Bask. Academy |
|           | CB Santa Cruz           | CB Aridane            | CB Valsequillo       | CB Daimiel           | CB La Solana         | Tobarra CB            |
| 2022–23   | CD Distrito Olímpico    | CB Ciudad de Móstoles | CB Tacoronte         | Bazu Bal. Azudense   | CD Basketas          |                       |
| 2023–24   | Tres Cantos CB          | CB Getafe             | Pablo Laso Academy   | EB Felipe Antón      | CB 1939 Canarias B   | AD Los Toscones       |
|           | CB Socuéllamos          | CB Villarrobledo      |                      |                      |                      |                       |
| 2024–25   | Pintobasket ECB         | Boadilla ADC          | CB Alcobendas        | CD Mensajero         | CB Santa Cruz        | Baloncesto Telde      |
|           | CB Daimiel              | Bazu Bal. Azudense    |                      |                      |                      |                       |

### Conferencia C
| Temporada |                          |                        |                      |                     |                      |                     |
| --------- | ------------------------ | ---------------------- | -------------------- | ------------------- | -------------------- | ------------------- |
| 2005–06   | CB Ripollet              | CD Univ. Zaragoza      |                      |                     |                      |                     |
| 2006–07   | CB Viladecans            | CB Santfeliuenc        | AESC Ramon LLull     | CB Adepaf Figueres  | CB Valls             | CB Juventud Utebo   |
| 2007–08   | CB Mollet                | AE Sedis Bàsquet       | FD Cassanenc         |                     |                      |                     |
| 2008–09   | CB Vila-seca             | Club Arenys Bàsquet    | CE Sant Nicolau      |                     |                      |                     |
| 2009–10   | UE Barberà               | AB Badalona 2005       | CB Castellbisbal     |                     |                      |                     |
| 2010–11   | CB Sitges                | AEC Collblanc Torrasa  | CB Montcada          | Girona FC B         | CN Sabadell          | CB L'Hospitalet     |
|           | Stadium Casablanca       |                        |                      |                     |                      |                     |
| 2011–12   | SE Lluïsos de Gràcia     |                        |                      |                     |                      |                     |
| 2012–13   | CB Quart                 | UE Montgat             | CB Pardinyes         |                     |                      |                     |
| 2013–14   | BC Andorra B             | CB Salt                | JAC Club Sants       | Club Arenys Bàsquet | CB Martorell         | CB Castelldefels    |
| 2014–15   | CB Igualada              | CB Castellbisbal       | CB Mollet            | UE Barberà          | El Masnou Basquetbol | CB Imprenta Bahía B |
| 2015–16   | UB Sant Adrià            | CB Sitges              | CB Grup Barna        | UE Mataró           | CB Valls             | CB Cerdanyola       |
|           | CB Costa Calvià          | AE Muro Bask. Academy  |                      |                     |                      |                     |
| 2016–17   | AE Boet Mataró           | CB Sant Josep Badalona | Bàsquet Girona       | CB Roser            | CB Cantaires         | CB Vic              |
| 2017–18   | CB Esparreguera          | CB Salou               | FC Martinenc Bàsquet | SE Santa Eulàlia    | AD Compañía de María | CB Costa Calvià     |
| 2018–19   | Club Maristes Ademar     | AE Badalonès           | CB Roser             | CB UGT Almozara     |                      |                     |
| 2019–20   | CB Alpicat               | CB Artès               | CE Bisbal Bàsquet    | CB Granollers       | CB Lliça d'Amunt     | UE Sant Cugat       |
|           | Joventut Badalona B      | AD Torreforta          | CB Zaragoza          | EM El Olivar        | CB Sant Antoni       | CB Es Castell       |
|           | CB Joventut Llucmajor    |                        |                      |                     |                      |                     |
| 2020–21   | Bàsquet Girona B         | CB Navàs               | UE Horta             | CB Santfeliuenc     | CB Andratx           |                     |
| 2021–22   | CB Granollers            | CN Helios              | CB Agora Portals     |                     |                      |                     |
| 2022–23   | UE Mongat                | SD Espanyol            | CB Alpicat           | CB Salt             | CB Octavus           | CB Cuarte de Huerva |
|           | CB Sa Creu Ciutat d'Inca | CB Andratx             |                      |                     |                      |                     |
| 2023–24   | JAC Club Sants           | Bàsquet Manresa B      | CB Esparreguera      | CN Helios           | CD Baloncesto Zuera  | CE Bàsquet Sa Real  |
| 2024–25   | CB Mollerussa            | UE Sant Cugat          | CB Cornellà          | BC Tecla Sala       | CB Quart             | UB Barbastro        |
|           | CB La Muela              | CB Costa Calvià        |                      |                     |                      |                     |

### Conferencia D
| Temporada |                         |                         |                         |                         |                     |              |
| --------- | ----------------------- | ----------------------- | ----------------------- | ----------------------- | ------------------- | ------------ |
| 2005–06   | CB Granada B            | CB Lepe Alius           | CB Almería              |                         |                     |              |
| 2006–07   | CB Costa Motril         | El Elejido CB           | CB Iliberis             | CB Cimbis               | CB Unión Córdoba    | Unicaja SD B |
|           | CAM Enrique Soler       | CP San Antonio          |                         |                         |                     |              |
| 2007–08   | CB Alhaurín de la Torre | CAB Estepona            | AB Pacense              |                         |                     |              |
| 2008–09   | AD Las Canteras         | CB Morón                | CB Granada B            | PMD Aljaraque           | Fund. Basket Mérida |              |
| 2009–10   | CB Puente Genil         | CB Andújar              | CB Novaschool           |                         |                     |              |
| 2010–11   | CB Cimbis               | Cáceres Cdad Bto B      |                         |                         |                     |              |
| 2011–12   |                         |                         |                         |                         |                     |              |
| 2012–13   | Unicaja SD B            | Fund. CB Granada        | Bball Córdoba           | CDB Enrique Benítez     |                     |              |
| 2013–14   | CB Deportivo Coín       | CB Cazorla              |                         |                         |                     |              |
| 2014–15   | CB Vélez                | Medacbasket             | CD Unión Linense Bto    | CB San Juan             | CB Utrera           |              |
| 2015–16   | CD Baloncesto Baza      | Unicaja SD B            | CD Cordobasket          |                         |                     |              |
| 2016–17   | CB Almería              | CB Benahabis C. del Sol | CD UDEA Algeciras       | CB Marbella             | Adepla Basket       |              |
| 2017–18   | CB Martos               | CB San Fernando         | Cáceres Cdad Bto B      |                         |                     |              |
| 2018–19   | CP Mijas                | CB La Zubia             | CB Cdad. Dos Hermanas   | Adepla Basket           |                     |              |
| 2019–20   | CDB Huelva la Luz       | CP Peñarroya            | CD Colegio El Pinar     | Gymnástica Portuense    | CAB Estepona        | Xerez CD     |
|           | ACD Sagrado Corazón     | CAM Enrique Soler B     |                         |                         |                     |              |
| 2020–21   | CB Coria                | Jaén CB                 | City of Badajoz Academy |                         |                     |              |
| 2021–22   | CD Baloncesto Murgi     | PMD Aljaraque           | CD Ubi Concordia Bto.   | AD Moraleja CB          |                     |              |
| 2022–23   | CB Armilla              | CB Coria                | CP Peñarroya            | CB Andújar              | Córdoba CB 2022     | Club Jaén FS |
|           | B. Ciudad de Badajoz    |                         |                         |                         |                     |              |
| 2023–24   | CB Salliver Fuengirola  | CB Costa Motril         | City of Badajoz Academy | CP San Antonio          |                     |              |
| 2024–25   | PG Sport Alcalá         | CDB Olula del Río       | CB Almería              | City of Badajoz Academy | CP Bosco            |              |

### Conferencia E
| Temporada |                         |                        |                       |                       |                       |                       |
| --------- | ----------------------- | ---------------------- | --------------------- | --------------------- | --------------------- | --------------------- |
| 2005–06   | CB Jovens Almàssera     | CB Imprenta Bahía      |                       |                       |                       |                       |
| 2006–07   | CB La Vila              | CNB Paterna            | CB Alginet            | CB Morvedre           | UCAM Murcia           | Mazarrón Basket       |
|           | AD Eliocroca            | CB Ciutadella Ponent   | Eivissa Basket        |                       |                       |                       |
| 2007–08   | CEB Llíria              | CB Lucentum Alicante B | CB L'Horta Godella    | CB L'Alfàs del Pi     | Bàsquet Mallorca B    |                       |
| 2008–09   | CB Alginet              | CB Ifach Calpe         | CB Begastri           |                       |                       |                       |
| 2009–10   | CB L'Horta Godella      | AD San Vicente         | CD Alcázar            |                       |                       |                       |
| 2010–11   | Univ. Polit. Valencia   | CB Burriana            | CB Begastri           | CB Pla de Na Tesa     | Eivissa Basket        |                       |
| 2011–12   |                         |                        |                       |                       |                       |                       |
| 2012–13   | CB Jovens Almàssera     | CNB Paterna            | CB Benidorm           | CB Alginet            | CB Begastri           | Club Basket Cartagena |
|           | UB Archena              | CB Andratx             |                       |                       |                       |                       |
| 2013–14   | CB Lucentum Alicante B  | CB Jairis              | CCE Sant Luís         | Almería Basket        |                       |                       |
| 2014–15   | CB Terra L'Alfàs del Pi | CB Puerto Sagunto      | CB Myrtia Murcia      |                       |                       |                       |
| 2015–16   | CEB Llíria              |                        |                       |                       |                       |                       |
| 2016–17   | CB Aldaia               | Fundac. Lucentum BA B  | CB Begastri           |                       |                       |                       |
| 2017–18   | CB Alginet              | CB L'Horta Godella     | CB Benicarló          | CB Jairis             | Estudiantes Cartagena |                       |
| 2018–19   | CB Claret Benimaclet    | CB Ifach Calpe         | Amics Castelló B      | CB Tarbernes Blanques |                       |                       |
| 2019–20   | SCD Carolinas           | Ontinyent CB           | Fundac. Lucentum BA B | NB Torrent            | L'Alcora BC           |                       |
| 2020–21   | CB Ilicitano            | CB Alginet B           | EB Vila-real          | CB Jovens Sueca       | CB Begastri           | UB Archena            |
|           | Ciudad Molina Basket    |                        |                       |                       |                       |                       |
| 2021–22   | CBC Manises – Quart     | Ontinyent CB           | CB Jorge Juan         | CB Jovens L'Eliana    | AD Infante            |                       |
| 2022–23   | CNB Xàtiva              | SDC El Pilar Valencia  | Estudiantes Cartagena |                       |                       |                       |
| 2023–24   | CD Maristas Valencia    | Dénia BC               | CB Jovens Almàssera   | AD San Vicente        | CB Morvedre           | CB L'Horta Godella B  |
|           | Real Murcia Baloncesto  |                        |                       |                       |                       |                       |
| 2024–25   | BC Peñiscola            | CB Aldaia              | CA Montemar           | CB Vall d'Uixó        | Estudiantes Cartagena |                       |